# Lewes (Delaware)
Lewes je grad u američkoj saveznoj državi Delaware. Prema popisu stanovništva iz 2010. u njemu je živjelo 2.747 stanovnika.